# Veľký Kamenec
Veľký Kamenec, ungarisch Nagykövesd (bis 1948 slowakisch „Veľký Kevežd“) ist eine Gemeinde im Südosten der Slowakei, mit 693 Einwohnern (Stand 31. Dezember 2024). Administrativ gehört sie zum Okres Trebišov, der ein Teil des Bezirks Košický kraj ist. Laut Volkszählung 2001 (848 Einwohner) ist der Ort überwiegend magyarisch (88,7 %), mit einer slowakischen Minderheit (10 %).

## Geographie

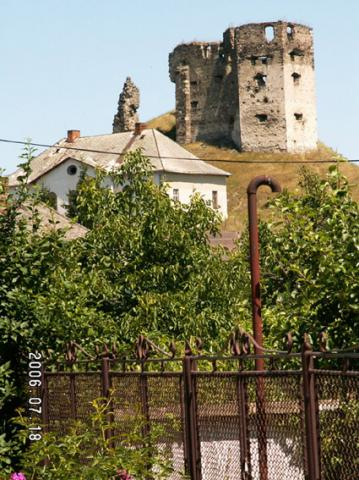
Blick im Ort auf die Burgruine

Die Gemeinde liegt im Südteil des Ostslowakischen Tieflands unter den Ausläufern der Zemplínske vrchy. Das Ortszentrum liegt auf der Höhe von 124 m n.m. Diese Region wird auch als Medzibodrožie (ung. Bodrogköz), der hier nordwestlich des Ortes fließt. Veľký Kamenec ist 17 Kilometer von Kráľovský Chlmec, 16 Kilometer vom ungarischen Sátoraljaújhely und 43 Kilometer von Trebišov entfernt.
Südlich des Ortes besteht über dem Fluss Veľká Krčava ein Straßengrenzübergang zur ungarischen Gemeinde Pácin.

## Geschichte
Der Ort wurde zum ersten Mal 1247 schriftlich erwähnt. Die Burg wurde kurz nach dem Mongoleneinfall 1241 errichtet. Die Kirche des Hl. Joseph ist zum ersten Mal im 14. Jahrhundert nachgewiesen. In den 14. bis 16. Jahrhunderten entwickelte sich der Ort als eine Minderstadt, verfiel aber gesellschaftlich nach dieser Periode. 1672 wurde die Burg abgerissen.
1828 hatte der Ort 105 Häuser und 772 Einwohner, 1900 sogar 1229. Die Haupteinnahmequellen waren Landwirtschaft und Weinbau.
Bis 1919 gehörte der im Komitat Semplin liegende Ort zum Königreich Ungarn und kam danach zur neu entstandenen Tschechoslowakei. 1938–45 lag er auf Grund des Ersten Wiener Schiedsspruchs noch einmal in Ungarn.
1948 wurde der Ortsname (kőves = „steinig“) aus nationalpolitischen Gründen in einen slowakisierten Namen (kameň = „Stein“) geändert.

## Bevölkerung
| Jahr                | 1994 | 2004    | 2014    | 2024     |
| ------------------- | ---- | ------- | ------- | -------- |
| Anzahl der Personen | 886  | 838     | 797     | 693      |
| Unterschied         |      | −5,41 % | −4,89 % | −13,04 % |

| Jahr                | 2023 | 2024    |
| ------------------- | ---- | ------- |
| Anzahl der Personen | 708  | 693     |
| Unterschied         |      | −2,11 % |